# Массето

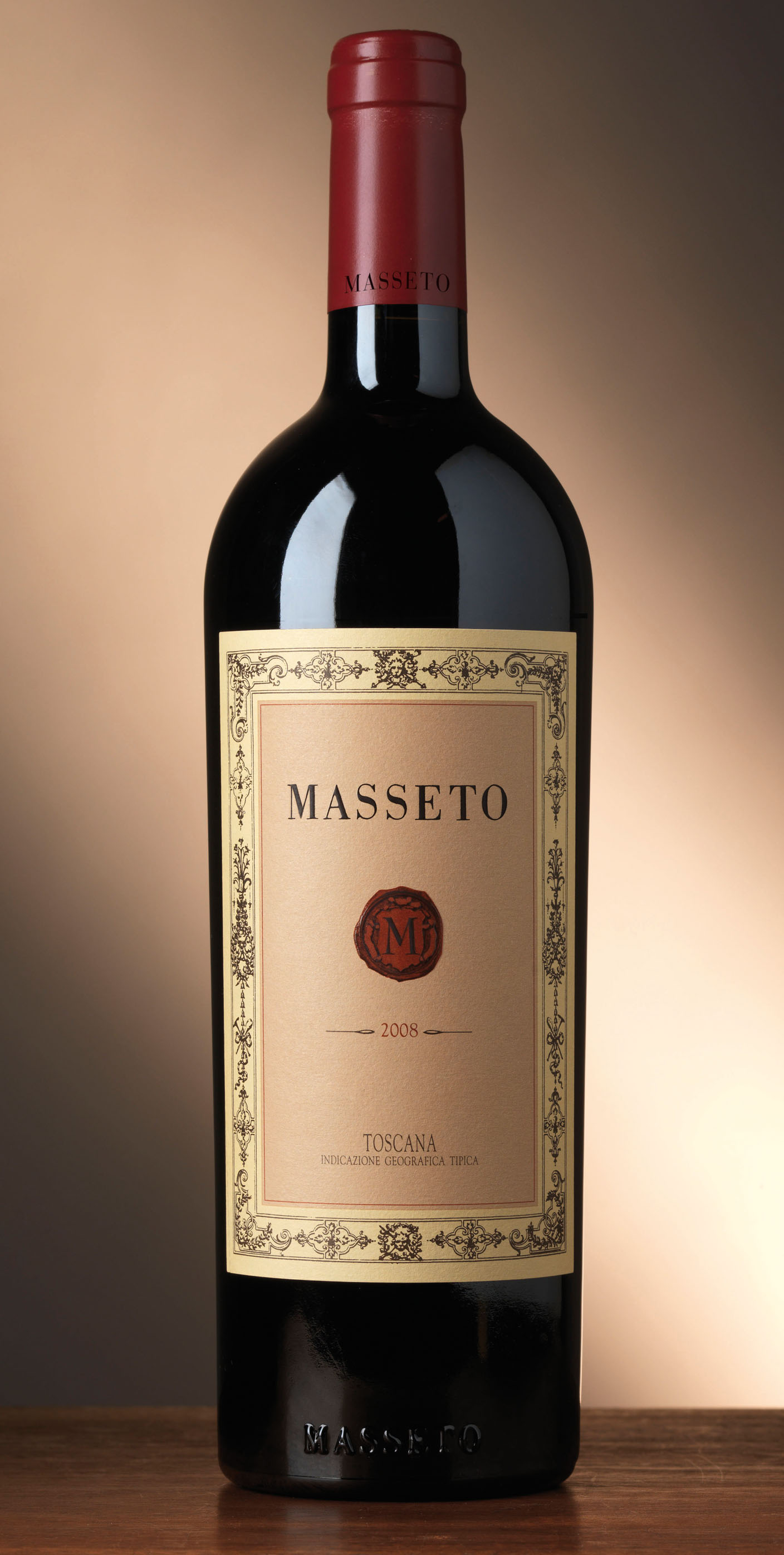
Бутыль вина Массето с логотипом

Массе́то (итал. Masseto) — коллекционное супертосканское вино, производимое из винограда сорта мерло в хозяйстве Ornellaia e Masseto с 1987 года. Объём производства — около 30000 бутылок в год. Входит в индексы цен коллекционных вин Liv-Ex Fine Wine 1000 и Liv-Ex Italy 50. Джозеф Бастианич в книге «Великие вина» утверждает, что винные критики считают это вино одним из лучших мерло мира.

## История
История создания Массето восходит к усилиям Лодовико Антинори. Он начал производить нетрадиционные для Тосканы вина в 1980-х годах. Первым успехом стала марка Sassicaia, которая обрела мировую популярность к середине 1980-х, и на волне успеха Лодовико решил создать ещё и производство бордосского вина под маркой Ornellaia. Американский энолог русского происхождения Андрей Челищев, приглашённый для создания Ornellaia, определил один из показанных ему участков как идеальный для выращивания винограда сорта мерло и таким образом стал отцом сорта Массето — до этого мерло в Тоскане не производилось. 

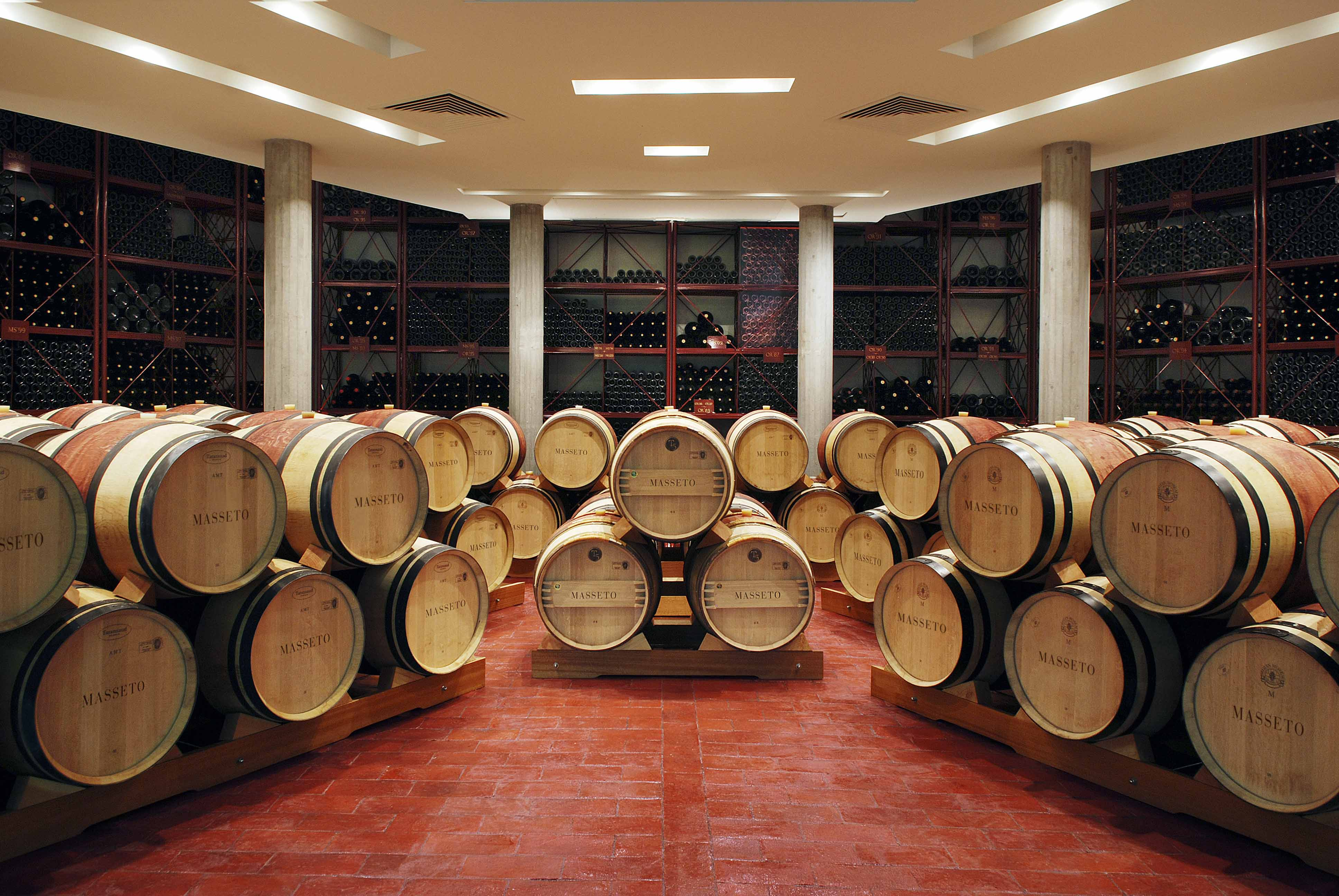
Винный погреб Массето

Первые посадки винограда на найденном участке были выполнены в 1984 году, первый год урожая вина, выпущенного в коммерческое обращение — 1987. Вино оказалось имеющим свои уникальные черты, что привело к его растущей популярности. Американский винный критик Джеймс Саклинг присвоил Массето 2001 года наивысшую оценку в 100 баллов, что послужило началом международного признания этого вина как коллекционного. Такой же наивысшей оценки были им удостоены вина урожаев 2011 и 2016 годов, а в 2020 Саклинг присвоил Массето звание «вина десятилетия».
В 1999 году Лодовико продал малую долю предприятия Ornellaia виноградару Роберту Мондави (итал. Robert Mondavi). В 2003 году Мондави выкупил всё хозяйство и затем продал половину семье Фрескобальди (итал. Frescobaldi) — известным виноделам Тосканы, которые ещё через два года выкупили остальное. В 2012 году Фрескобальди переименовали хозяйство из Tenuta dell’Ornellaia в Ornellaia e Masseto, чтобы подчеркнуть производство им вин обеих марок. С 2005 года ответственным за производство вина стал энолог Аксель Хайнц, который внёс минимальные изменения в уже налаженный процесс, в основном чтобы учесть влияние глобального потепления на вызревание винограда. С 2012 года всё производство Массето стало органическим, а весной 2019 года было перенесено в новый отдельный от Орнеллаи винный погреб. В 2019 году цены на Массето составили около 800 долларов США за бутылку, объём производства на 2017 год составлял около 30000 бутылок.

## Признание
Из-за особенностей стандартов итальянского виноделия это вино классифицируется как столовое и соответственно получило градацию IGT. По состоянию на 2017 год наилучшими годами вина считались 1995, 1997, 1998, 2001, 2004, 2006, 2007, 2010.
Массето входит в индексы цен коллекционных вин Liv-Ex Fine Wine 1000 и Liv-Ex Italy 50. Джозеф Бастианич в книге «Великие вина» утверждает, что винные критики считают это вино одним из лучших мерло мира, наряду с винами Помероля и Сент-Эмильона из Бордо, а Йенс Приеве называет его в числе «50 наиболее востребованных культовых вин». Вино входило в число 50 лучших итальянских вин по версии TWS-BIWA в 2012—2014 годах. Дегустатор Decanter.com Джейн Энсон называет Массето в числе 6 всемирно известных марок мерло.

## Виноградники

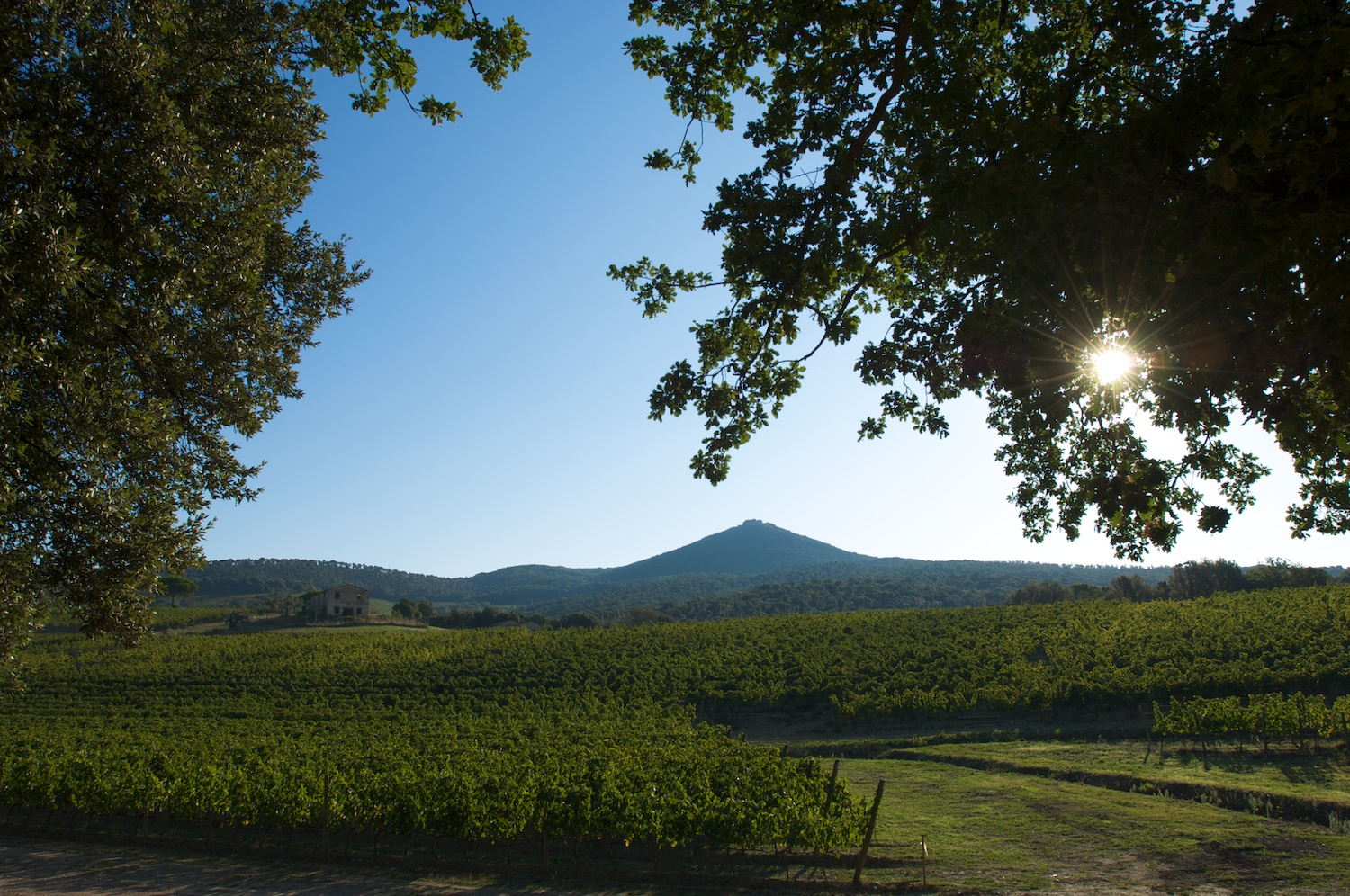
Виноградник, где выращивается мерло для Массето

Виноградник, где выращивается мерло для Массето, расположен в хозяйстве Ornellaia e Masseto в Болгери в Маремме, и занимает довольно пологий склон холма невдалеке от моря на высоте около 120 метров, что делает его подходящим именно для этого сорта винограда. Виноградник площадью около 7 гектаров находится на почвах, богатых серо-голубыми глинами, придающих вину его специфический оттенок вкуса, и делится на три части: основная средняя Массето Чентрале (итал. Masseto Centrale) — с более плотной почвой, высокая Массето Альто (итал. Masseto Alto) — с бо́льшим количеством камней в почве, что даёт более ароматные вина, и нижнюю часть Массето Джуниор (итал. Masseto Junior) — высаженную в 1995 году. Сбор винограда занимает обычно до трёх недель, при этом виноград типично оказывается очень сладким, что приводит к высокой крепости получаемого вина — от 14 до 16 %.

## Производство вина
Гроздья винограда собираются и подвергаются брожению отдельно друг от друга в специально возведённом для производства к 2019 году бетонном винном погребе площадью 2500 квадратных метров. Начальный этап брожения и мацерации занимает около 25 суток при температуре от 25 до 28 градусов Цельсия, затем вино выдерживается год в новых дубовых бочках, купажируется между различными частями виноградника и выдерживается ещё два года: год в бочках и год в бутылках. Разливается в бутылки 0,75 л, 1,5 л (magnum) и 3 л (double magnum).